# Строцев, Дмитрий Юльевич
Дми́трий Ю́льевич Стро́цев (бел. Дзмітрый Юльевіч Строцаў; род. 12 апреля 1963, Минск) — русскоязычный белорусский поэт, издатель.

## Биография
Родился в Минске 12 апреля 1963 года. Окончил архитектурный факультет Белорусского политехнического института, по профессии архитектор. С середины 1990-х годов занимается издательским делом, основатель минского издательства «Виноград», выпускающего поэзию, религиозную литературу и др.
Лирика Строцева сочетает в себе порыв к постижению метафизической изнанки обычных вещей и их ироническое остранение. Интерес Строцева к стихотворному эпосу и крупной поэтической форме, отмеченный уже в раннем его творчестве романом в стихах «Лишние сутки», в начале 2000-х годов вылился в работу над поэмой «Звероносец» (опубликованы первые две части), опирающейся на фольклорные основы в языковом и просодическом отношении и наследующей Вениамину Блаженному в богоборческих мотивах. Дмитрий Строцев известен как эффектный исполнитель своих стихотворений (свою особую манеру декламации он называет «поэтическими танцами») и автор-исполнитель песен на свои стихи.
За сборник стихотворений «850 строк» Дмитрий Строцев был удостоен Русской премии третьей степени за 2007 год (номинация «Поэзия»).
Жил и работал в Минске.
Дмитрий Строцев был задержан 21 октября 2020 года на улице в Минске. На следующий день его нашли в ИВС в г. Жодино, где он был судом осуждён на 13 дней ареста.
С 2022 года в Берлине, где основал издательство белорусской поэзии «hochroth Minsk».

## Книги стихов
- 38. — Минск: Ковчег, 1990 (переиздана в 2012 году в серии "Библиотека журнала «Современная поэзия»).
- Виноград. — Минск: Виноград, 1997.
- Лишние сутки: Роман в стихах. — Минск: 1999.
- Остров Це. — Минск: Новые Мехи, 2002. — 80 с.
- Виноград. — Минск: Новые Мехи, 2007. — 48 с.
- Бутылки света. — М.: Центр современной литературы, 2009. — 88 с.[8]
- Газета. — М.: Новое литературное обозрение, 2012. — 168 с. — ISBN 978-5-86793-973-1.
- Шаг. — Минск: Новые Мехи, 2015. — 90 с.